# Dendromastax pectinifer
Dendromastax pectinifer är en insektsart som beskrevs av Marius Descamps 1971. Dendromastax pectinifer ingår i släktet Dendromastax och familjen Euschmidtiidae. Inga underarter finns listade i Catalogue of Life.